# Anagyrus nesticoccus
Anagyrus nesticoccus is een vliesvleugelig insect uit de familie Encyrtidae. De wetenschappelijke naam is voor het eerst geldig gepubliceerd in 2002 door Dang & Wang.